# Eric Shipton
Eric Earle Shipton (ur. 1 sierpnia 1907 na Cejlonie – zm. 28 marca 1977 w Anglii) – angielski podróżnik i eksplorator, himalaista, uznawany za jednego z największych wspinaczy wszystkich czasów.  Pracownik brytyjskiej dyplomacji, odznaczony Orderem Imperium Brytyjskiego.
Był zwolennikiem organizowania niewielkich, bardzo mobilnych wypraw i alpinizmu prowadzonego bez zbędnego rozgłosu. Działał w górach Afryki, w Himalajach i Karakorum, a także w Patagonii i na Alasce. Shipton kierował dwiema brytyjskimi wyprawami na Mount Everest, w 1935 i 1951 r. Wyprawa z roku 1951 pokonała zerwy lodowca Khumbu.

## Wydane książki
- Nanda Devi. Hodder and Stoughton, London, 1936.
- Blank on the map. Hodder & Stoughton, London, 1938.
- Upon That Mountain. Hodder and Stoughton, London, 1943.
- The Mount Everest Reconnaissance Expedition 1951. Hodder and Stoughton, London, 1952.
- Mountains of Tartary. Hodder and Stoughton, London, 1953.
- Land of Tempest. Hodder and Stoughton, London, 1963.
- That Untravelled World. Charles Scribner and Sons, 1969.
- The Six Mountain-Travel Books. Mountaineers' Books, 1997.